# اسیس
اسیس (به فرانسوی: Essises) یک کمون (فرانسه) در فرانسه است که در ان (ا-دو-فرانس) واقع شده‌است. اسیس ۷٫۳۱ کیلومتر مربع مساحت دارد ۱۲۸ متر بالاتر از سطح دریا واقع شده‌است.